# CONCACAF Champions' Cup 1972
La CONCACAF Champions' Cup 1972 è stata l'8ª edizione della massima competizione calcistica per club centro-nordamericana.

## Risultati

### Zona Centro-Nord America
Parte delle squadre iscritte al gruppo - ad eccezione di quelle indicate di seguito, e i loro risultati sono ignoti.
- Olimpia qualificato per la semifinale.
- Santa Cecilia
- América
- Unión Española

| Squadra 1 | Totale | Squadra 2 | Andata | Ritorno |
| --------- | ------ | --------- | ------ | ------- |
| Toluca    | 4 - 1  | Vida      | 3 - 1  | 1 - 0   |

### Zona Caraibi

#### Primo turno
| Squadra 1 | Totale | Squadra 2  | Andata | Ritorno |
| --------- | ------ | ---------- | ------ | ------- |
| Transvaal | 2 - 3  | Robinhood  | 1 - 0  | 1 - 3   |
| Don Bosco | sc.    | Aigle Noir | sc.    | sc.     |

#### Secondo turno
| Squadra 1 | Totale | Squadra 2 | Andata | Ritorno |
| --------- | ------ | --------- | ------ | ------- |
| Transvaal | a tav. | Don Bosco | a tav. | a tav.  |

### Semifinale
| Squadra 1 | Totale | Squadra 2 | Andata | Ritorno |
| --------- | ------ | --------- | ------ | ------- |
| Olimpia   | 2 - 1  | Toluca    | 1 - 0  | 1 - 1   |

### Finale

#### Andata
| Arbitro: | Bocaletti |

|  |           |          |
|  | Marcatori | 43’ Bran |

#### Ritorno
| Tegucigalpa 31 gennaio 1973 | Olimpia | 0 – 0 | Robinhood | Stadio Tiburcio Carías Andino (20 000 spett.)\| Arbitro: \| Rubio \| |
| Arbitro:                    | Rubio   |       |           |                                                                      |